# デーヴァ

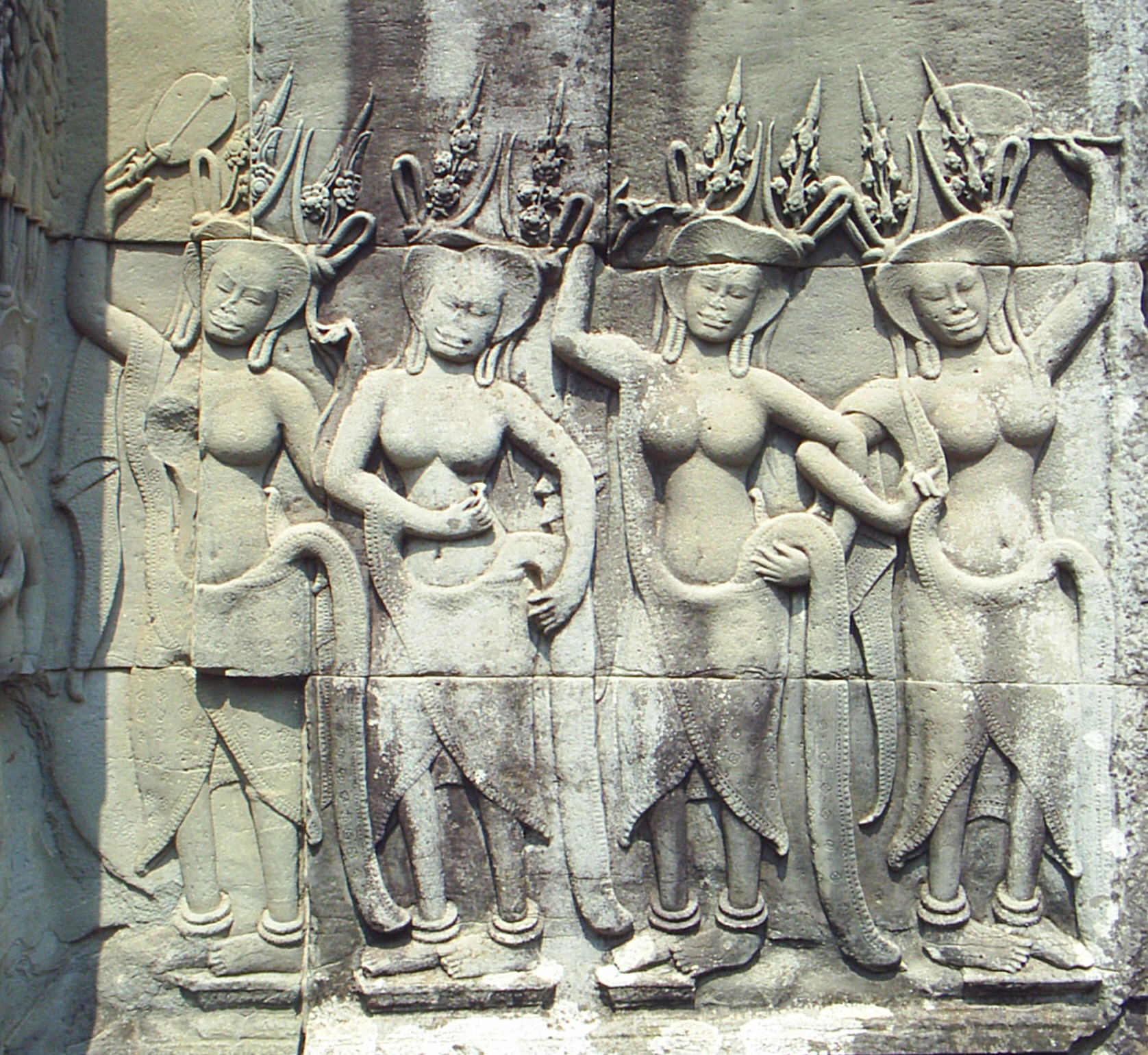
アンコール・ワットに彫られたヒンドゥーの神々

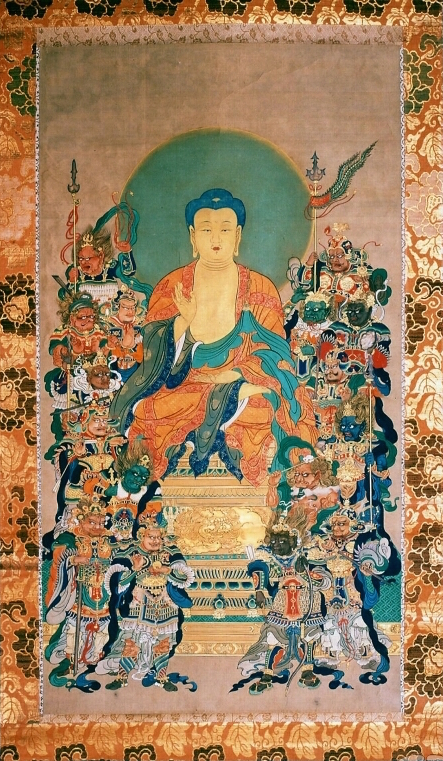
釈迦を守る12人のデーヴァ。日本仏教にて十二天として取り入れられた。

デーヴァ（サンスクリット देव, deva）は、サンスクリットで神を意味する語である。女性形はデーヴィー (देवी, devī)。印欧祖語に由来する。
ヒンドゥー教、仏教などインド系の諸宗教で現われる。
漢訳仏典では、天部、天、天人、天神、天部神などと訳される。
デーヴァが住む世界をデーヴァローカ (devaloka, deva loka) と呼び、天、天界、天道、天上界などと漢訳される。
インドのデーヴァはイランのダエーワと同一の語源と言われるが、イランのゾロアスター教ではダエーワは悪神である。
ラテン語のデウス (dēus) などと同じ語源である。

## 語源
サンスクリット語の deva- は、インド・イラン語派の *daiv- に由来し、これはインド・ヨーロッパ語族の *deiwo-から派生したもので、元々は「天体の-」「輝く-」を意味する形容詞である 。

## ヴェーダ文献

### 重要なデヴァ
- ブラフマー - 創造神
- ヴィシュヌ - 保存の神
- シヴァ - 破壊と時の神。繁殖と再生に関連
- ガネーシャ - 新たな始まり、知恵、幸運の神
- ハヌマーン - 勇気、畏敬の念、強さの神。シヴァの化身
- カルティケヤ - 勝利と戦争の神
- ヴィシュヴァカルマン - 建築の神
- ダンバンタリ - 医師・アーユルヴェーダの神。ヴィシュヌの化身
- ディヤウス - エーテル(空)の神
- ヴァーユ - 空気、風、息の神
- ヴァルナ - 水と雨の神
- アグニ - 火の神
- ヤマ - 死と正義の神
- サムドラ - 海の。ヴァルナの化身
- クベーラ - 富と富の神
- カーマデーヴァ - 愛の神
- インドラ - 神々の王。天候、嵐、空の神である
- アシュヴィン双神 - 健康と医学の神、
- スーリヤ - 太陽、光、昼の神
- チャンドラ - 月と夜の神
- マンガラ - 火星の神。攻撃性
- ブダ - 水星と自然の神
- ブリハスパティ - 木星の神。神々の教師
- シュクラ - 金星と崇拝（バクティ）の神。アスラの教師
- シャニ - 土星と行為（カルマ）の神

### デーヴァの名をもつ人物
- デーヴァパーラ（パーラ朝の王）
- デーヴァ・ラーヤ1世（ヴィジャヤナガル王国の王）
- デーヴァ・ラーヤ2世（ヴィジャヤナガル王国の王）
- デーヴァ・ラーヤ3世（ヴィジャヤナガル王国の王）
- クリシュナ・デーヴァ・ラーヤ（ヴィジャヤナガル王国の王）
- アチュタ・デーヴァ・ラーヤ（ヴィジャヤナガル王国の王）
- ティルマラ・デーヴァ・ラーヤ（ヴィジャヤナガル王国の王）
- ラーマ・デーヴァ・ラーヤ（ヴィジャヤナガル王国の王）